# Cesac
GRCES João Apolônio - Cesac é uma escola de samba de Praia Grande, SP.
Seu nome é uma homenagem a João Apolônio, famoso sambista de Praia Grande, fundador da extinta escola de samba Unidos de Praia Grande.
Falando sobre a história do Nordeste, a escola João Apolônio Cesac ganhou o grupo de acesso de 2014 passando para o Grupo Especial a partir de 2015.

## Segmentos

### Presidentes
| Nome                            | Mandato        | Ref.  |
| ------------------------------- | -------------- | ----- |
| Francisco de Araújo Lima "Gugu" | ? - atualidade | [ 2 ] |

### Diretores
| Ano  | Diretor de Carnaval                       | Diretor geral de harmonia         | Mestre de bateria | Ref.  |
| ---- | ----------------------------------------- | --------------------------------- | ----------------- | ----- |
| 2015 | Daniella Cardoso Camargo e Gustavo Santos | Erika Alexandra Oliveira da Silva | Fabio Manguinha   | [ 2 ] |
| 2016 |                                           |                                   |                   |       |

### Coreógrafo
| Ano  | Nome        | Ref.  |
| ---- | ----------- | ----- |
| 2015 | Tiago Balão | [ 2 ] |
| 2016 |             |       |

### Casal de Mestre-sala e Porta-bandeira
| Ano  | Nome                                                                       | Ref.  |
| ---- | -------------------------------------------------------------------------- | ----- |
| 2015 | Marcos de Britto e Patrícia Ribas (1º) Kayâ Fontes e Vittória Sampaio (2º) | [ 2 ] |
| 2016 |                                                                            |       |

### Corte da bateria
| Período     | Rainha de Bateria       | Madrinha    | Musa                       | Rainha Da Escola        | Princesa                | Ref.  |
| ----------- | ----------------------- | ----------- | -------------------------- | ----------------------- | ----------------------- | ----- |
| 2009 - 2013 | Patrícia Santos Batsita | Madu Pontes | -                          | -                       | -                       |       |
| 2014 - 2016 | Kauanny Cristini        | Madu Pontes | Jariene Lourenço Serqueira | Patrícia Santos Batista | Léia de Oliveira Santos | [ 2 ] |
| 2016        |                         |             |                            |                         |                         |       |

## Carnavais
| Ano  | Colocação | Grupo    | Enredo | Carnavalesco                 | Intérprete    | Ref         |
| 2014 | Campeã    | Acesso   | Nordeste, O grito do povo | José Carlos "Maninho Brazil" |               |             |
| ---- | --------- | -------- | --- | ---------------------------- | ------------- | ----------- |
| 2015 | 5° lugar  | Especial | Do Vale do Bekaa à Praia Grande, o vôo do Beija-Flor, Abdul hoje o CESAC é você! Compositores:Thiago Morganti, Wilson Bizzar, Evandro Malandro, Sukata, Shazam e Thiago Meiners.. | José Carlos "Maninho Brazil" | Manoel Duarte | [ 2 ] [ 3 ] |